# 나카지마 G5N 신잔
나카지마 G5N 신잔은 대일본제국 해군에서 사용될 예정이었던 4발 폭격기로 해군에서 개발 당시 13시 공격기로 불렀다. 연합군의 코드명은 리즈(Liz)였다.

## 설계와 개발
신잔은 일본제국 해군에서 최소 항속거리가 5,600km 이고 많은 양의 폭탄이나 어뢰를 장비할 수 있는 대형 중폭격기를 원하였다. 이 새로운 대형 중폭격기를 개발하기 위해서는 4발기 제작 경험이 있어야 했는데, 일본의 많은 항공기 제작사들은 대형 4발기를 제작해 본 경험이 거의 없었고 4발기는 설비가 복잡했기에 일본 국내에서 오직 일본의 기술로 제작하기에는 큰 문제가 발생하는 것이었다. 그런데 1939년 더글러스 사가 내놓은 더글러스 DC-4E가 미국의 항공사로부터 채용을 거절당하였는데, 그 이유는 관리비용이 과다하게 들고 전기 설비 등이 너무 복잡하다는 것이었다. 그리하여 해군에서는 대일본항공주식회사의 명의를 빌려서 그 기체를 매입하였다.
중익식의 전 기체가 금속제인 단엽 4발 폭격기는 나카지마사에서 개발을 맡게 되었으며 13시 대형 육상 공격기라고 명명된 신잔의 개발을 시작하였다. 나카지마사는 새로이 자신들이 개발하고 있던 1,870마력의 나카지마 NK7A 마모루 11 형 공냉식 엔진을 장착하기로 결정하였다. 기수 부분은 관측을 할 수 있도록 유리로 덮였으며 폭탄창은 길게 설계되었다. DC-4E의 3장짜리 미익은 쌍수직 미익으로 교체되었다. 그리고 DC-4E처럼 세발자전거형 착륙장치를 장비하였다. 또한 방어무장으로 20mm의 99식 기관포를 2기 장비하였고 7.7mm의 수동식인 97식 기관총을 4기 장비하였다. 후미의 99식 기관포 총좌는 수송기로 개조될 때에는 유리로 덮지 않고 그냥 금속으로 덮게 되어 있었다.
시제기 1호인 G5N1은 1941년 4월 10일 첫 비행을 하였는데, 성능이 예상했던 것보다 저하되었다. 당시 마모루 11형 엔진이 완전히 개발되지 않은 상태에 있어서 출력이 모자라는 1,530마력의 카세이 엔진을 탑재하고 비행을 한 것인데, 그것으로 인하여 이륙하려면 너무 긴 활주로가 필요하였으며 폭장을 하기 힘든 정도의 성능을 보이고 있어서였다. 시제 2호기인 G5N2도 비행을 하였는데, 성능이 너무 실망스러웠다. 개발진은 결국 마모루 11형 엔진이 완성될 때까지 기다리기로 하였다. 그리하여 개발은 계속 지연되고 있었다. 마모루 11형이 완성되어서 새롭게 탑재된 신잔 改 형이 4기 완성되었는데, 이번에는 출력이 25% 증가한 마모루 엔진 또한 출력이 모자랐고 12형 마찬가지였다. 게다가 이번에는 비행시 기체진동까지 발생하고 있었다. 게다가 기체 내부의 전기 설비를 비롯하여 곳곳에 결함이 발견되고 있었다. 결함을 수정하기 위해 수리를 했는데, 이로 인하여 기체중량을 경감하려 하였던 원래 목표와 다르게 오히려 중량이 2% 초과되고 말았다. 운동성은 열악해졌고 개발진은 '바보 까마귀'라는 비난을 하고 있었다. 해군도 이 기체가 과연 역할을 해 낼 수 있을까라는 의문을 품으면서 신잔은 더 이상 제작되지 않았다.

## 수송기로의 전용
시제기 1호와 2호는 마모루 엔진이 아닌 카세이 엔진을 써서 일단 출력 자체도 모자랐고 여러 가지 성능이 저하되어서 개발 초기에만 사용되었다. 그러나 시제 3호기부터 6호기까지는 계속되는 실험으로 개량되어 왔기 때문에 수송기로 개조되었다. 이 기체는 남방전선에 투입되었는데, 그 거대함으로 인하여 소형의 항공어뢰 정도가 아닌 대형의 함선어뢰를 2기 수송할 수가 있었기 때문에 수병들에게 어뢰 수송기라는 별칭을 얻으며 사랑받았고 어뢰를 수송하고 본국으로 돌아갈 때에는 부상병과 휴가병을 수송하였기 때문에 인기가 좋았다. 그러나 점점 패전의 기색이 짙어지면서 전선도 축소되고 일본해군이 점점 본토로 쫓겨감에 따라서 이 기체도 점점 남방으로의 수송임무가 줄어들기 시작하였고 결국에는 본토에 연합군이 이르자 본토의 비행장에 방치되었다.

## 파괴
전선의 축소로 본토의 비행장에 방치된 신잔 기들은 미군 지휘부에서 미군 항공기의 자유공격을 허가함으로써, 미군 조종사들은 신잔 기를 새로 일본이 개발 중인 대형 폭격기로 오인하고 파괴하여서 현재는 존재하지 않고 있다. 렌잔의 경우는 시제4호기(손상된 3호기를 수리했다는 설도 있음)가 미군에게 접수되어 미국에 가서 시험된 후 박물관에 보존하려 했으나 한국전쟁이 일어나고 보관장소가 마땅히 없어서 폐기하였다.

## 육군의 4발 폭격기 계획

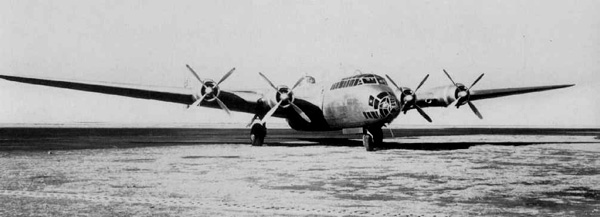
신잔

당시 육군 역시 4발 중폭격기를 보유할 계획을 가지고 있었으며 카와니시 사에게 지시하여 카와니시 Ki-58을 개발하기 시작하였다. 한편 육군은 해군의 나카지마 신잔의 개발계획을 예의주시하고 있었는데, 신잔의 시제기가 성능이 예상했던것보다 낮고 또한 계속 마모루 엔진의 개발지연으로 신잔의 연구진들이 계속 개발을 하고 있지 못하는 것을 알고 결국에는 신잔의 성능에 실망하고 신잔을 베이스로 만들던 카와니시 Ki-58의 개발계획을 취소하고 말았다. Ki-58은 미쓰시비 하 111M 엔진 4기를 탑재할 예정이었다.

### 관련된 개발
- 더글러스 DC-4E
- 나카지마 Ki-68, 육군 폭격기, 개발단계 중 발주취소
- 카와니시 Ki-85, 육군 폭격기, 개발단계 중 발주취소

## 성능
- 승무원 수 : 7명에서 10명
- 전장 : 31.02m
- 전폭 : 42.12m
- 전고 : 8.4m
- 날개 면적 : 201.8 m²
- 공허 중량: 20,100kg
- 최대 이륙중량 : 32,000kg
- 엔진 : 나카지마 NK7A 마모루 11형 14기통 공랭식 엔진 4기, 각 기마다 1,870 마력의 출력 제공
- 최대 속도 : 420km
- 순항 속도 : 370km
- 최대 항속거리 : 4,260km
- 최대상승고도 : 7,450m

무장 제원
- 방어무기
- 99식 기관포(20mm) 2기
- 97식 기관총(7.7mm) 4기
- 폭장량
- 2,000kg~4000kg 정도 혹은 함선용 어뢰 2기

## 당대의 비교기
- 아브로 랭카스터
- 보잉 B-17 플라잉 포트리스
- 핸들리 페이지 핼리팩스
- B-24 리버레이터
- 하인켈 He 277

## 같이 보기
- 더글러스 DC-4E
- 아브로 랭커스터
- 보잉 B-17 플라잉 포트리스
- 컨살러데이티드 B-24 리버레이터